# Urso

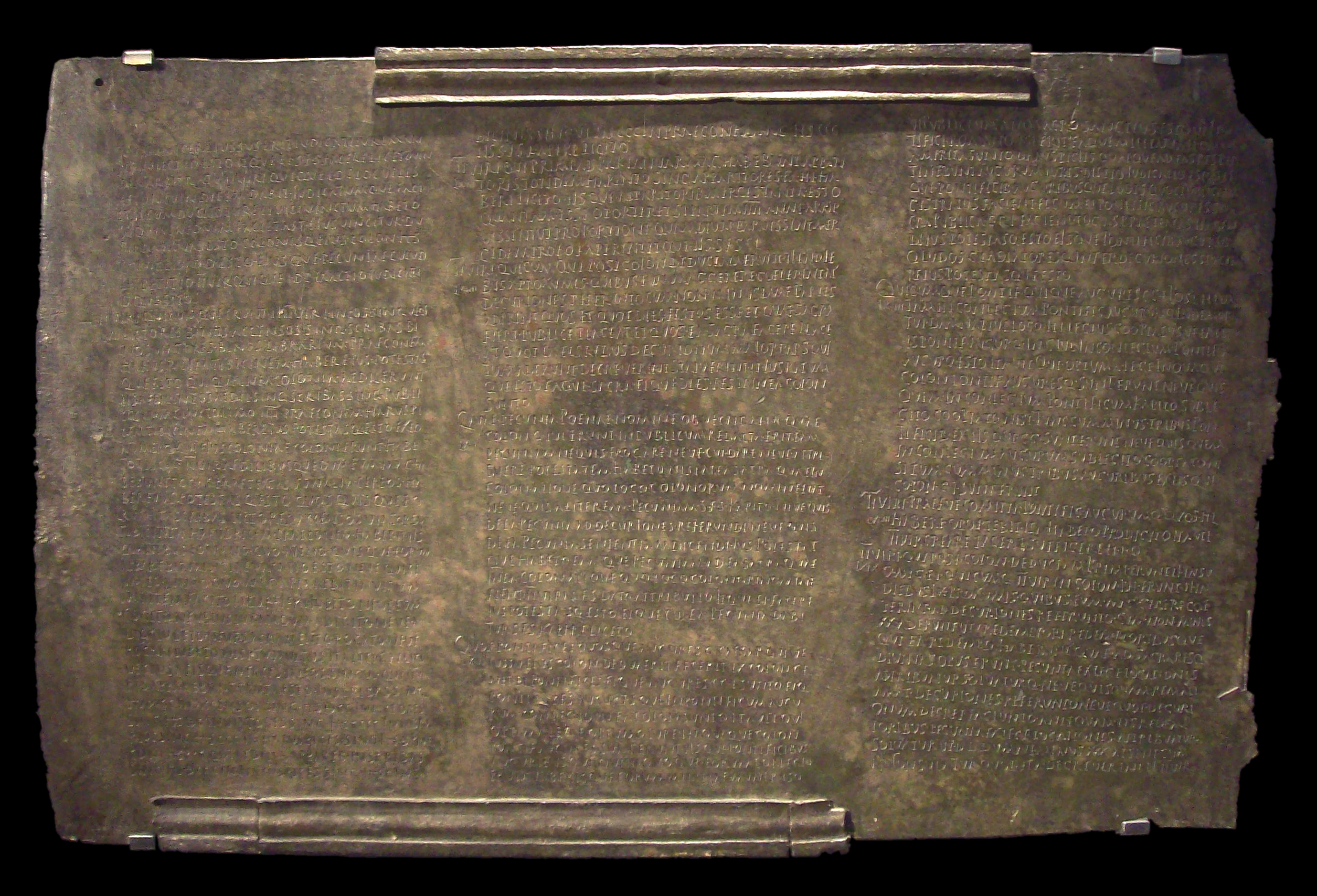
Inscription sur bronze dite lex Ursonensis (Espagne). Il s'agit du règlement municipal attribué à la colonie d'Urso lors de sa fondation sous Jules César. La lex Ursonensis est un des principaux documents nous permettant de saisir l'organisation politique des colonies romaines

Urso était une cité antique située dans l'actuelle commune d'Osuna, aujourd'hui en Andalousie non loin de Séville, et à l'époque romaine dans la province de Bétique. La ville devient colonie romaine sous le nom de Colonia Genetiva Urbanorum Urso à la suite d'une décision de Jules César qui y installa des vétérans. Le règlement municipal de la colonie a été en grande partie retrouvé gravé sur des plaques de bronze. Cette inscription essentielle à la connaissance de l'organisation des colonies romaines est couramment désignée sous le nom de Lex Ursonensis.
Le style des lettres de l'inscription montre clairement qu'il s'agit d'une inscription d'époque flavienne et non d'époque césarienne comme on l'a longtemps supposé.